# Rikako Kobayashi
Rikako Kobayashi (小林 里歌子, 21 de juliol de 1997) és una futbolista japonesa.

## Selecció del Japó
Va debutar amb la selecció del Japó el 2019. Va disputar 8 partits amb la selecció del Japó.

## Estadístiques
| Selecció del Japó | Selecció del Japó | Selecció del Japó |
| Anys              | Partits           | Gols              |
| ----------------- | ----------------- | ----------------- |
| 2019              | 8                 | 3                 |
| Total             | 8                 | 3                 |